# Tomentgaurotes multiguttatus
Tomentgaurotes multiguttatus là một loài bọ cánh cứng trong họ Cerambycidae.